# Angeli senza paradiso (film 1970)
Angeli senza paradiso è un film del 1970 diretto da Ettore Maria Fizzarotti.
È la storia del compositore austriaco Franz Schubert, interpretato dal cantante Al Bano Carrisi.
Il film è il remake in chiave musicarello di una pellicola austriaca del 1933, Angeli senza paradiso, diretta da Willi Forst.

## Trama
Vienna. Il compositore Franz Schubert per fare fronte alle ristrettezze economiche in cui vive lavora anche come maestro in una scuola elementare, ed è amico di Marta, commessa di un banco dei pegni, che è in realtà segretamente innamorata di lui. Un giorno viene data la possibilità al compositore di esibirsi nella villa della principessa Vorokin dove viene però infastidito dalle risate della contessina Roskova ed infuriato decide di andarsene via.

Romina Power in una delle scene finali

Questo gesto provoca un incidente con la principessa: in breve tempo Schubert è licenziato dalla scuola e nessun editore accetta i suoi brani. La contessina decide però di assumere Schubert come maestro di canto nella sua villa a Budapest, ma i due in breve tempo si innamorano, nonostante la Roskova sia promessa sposa a Ludwig, che viene a conoscenza della loro relazione. Ludwig sfida a duello Schubert battendolo e così il compositore rientra a Vienna e, dopo un'esibizione che riscuote un certo successo, viene informato di essere stato licenziato da maestro di canto e di non poter più incontrare Anna, in procinto di sposarsi con Ludwig.
Dopo questo annuncio, Schubert decide di partire alla volta di Budapest per impedire il matrimonio ma incontra Marta che tenta inutilmente di confidare i sentimenti che prova per il compositore. Partito da Vienna, Schubert arriva nella villa della contessa quando ormai il matrimonio si è già svolto.

## Accoglienza
Penultimo film della coppia (e ultimo della serie di sette interpretati da Al Bano prodotti dalla Mondial TE-FI), al contrario dei precedenti fu un insuccesso, in quanto non furono apprezzati il genere sentimentale e la scarsità di canzoni.